# Rupert Stadler
Rupert Stadler, né le 17 mars 1963 à Wachenzell, est un homme d'affaires allemand et ancien président du conseil d'administration d'Audi AG. Il a été arrêté en juin 2018 dans le cadre du scandale du Dieselgate de Volkswagen. Il a été détenu en Allemagne jusqu'à sa libération fin octobre 2018. En juillet 2019, Stadler a été accusé de fraude par les procureurs de Munich.
Il est condamné en 2023 dans le cadre du Dieselgate. 

## Biographie
Rupert Stadler est né à Wachenzell dans le district d'Eichstätt en Bavière, en Allemagne. Il a étudié la gestion d'entreprise à l'Université des sciences appliquées d'Augsbourg, avec une spécialisation en planification/contrôle d'entreprise et en finance, banque et investissement.
Après avoir obtenu son diplôme, il a commencé sa carrière chez Philips Kommunikation Industrie AG à Nuremberg.
Stadler a rejoint Audi AG en 1990, assumant des rôles dans les ventes et le marketing. Il est devenu directeur commercial de Volkswagen/Audi España SA en 1994. À partir de 1997, Stadler a dirigé le bureau du conseil d'administration du groupe Volkswagen. En janvier 2002, Stadler est également devenu responsable de la planification des produits du groupe. Il a été président par intérim du conseil d'administration d'Audi AG et responsable des finances et de l'organisation jusqu'en juillet 2007. Il a également été président d'Automobili Lamborghini Holding SpA et de Volkswagen Group Italia SpA. Stadler a été vice-président du conseil de surveillance du club de football allemand FC Bayern AG jusqu'en décembre 2018, date à laquelle il a été remplacé par le PDG de Volkswagen, Herbert Diess.
Stadler est président du conseil d'administration et directeur général (PDG) d'Audi AG depuis le 1er janvier 2010 et en est le directeur financier (CFO) depuis le 12 janvier 2007. Il est membre du conseil de surveillance de MAN SE (nom alternatif Man AG) depuis le 10 mai 2007 et a été membre du conseil de surveillance de Volkswagen Bank GmbH et de Volkswagen Financial Services AG. Il est membre du conseil consultatif économique de la Bayerische Landesbank depuis le 1er décembre 2005.
Il vit à Ingolstadt[réf. nécessaire].

## Affaire du Dieselgate
Depuis que Volkswagen a admis avoir utilisé un logiciel de triche en novembre 2015, Stadler était sous le feu des critiques. En juin 2018, les procureurs de Munich ont désigné Stadler comme suspect dans le scandale grandissant du Dieselgate. Une semaine plus tard, Stadler a été arrêté et détenu dans une prison à Augsbourg. Les procureurs ont affirmé qu'il avait falsifié des preuves à cause d'un appel téléphonique dans lequel il suggérait de mettre un témoin en congé. Volkswagen a initialement suspendu Stadler en tant que PDG après l'arrestation, et le 2 octobre 2018, la société a résilié tous ses contrats avec Stadler. Quatre semaines plus tard, Stadler a été libéré sous caution et sous d'autres conditions. Les procureurs ont continué à le désigner comme suspect.
Le 30 septembre 2020, Stadler a commencé à être jugé devant un tribunal de Munich pour fraude et vente sciemment de voitures non conformes aux normes environnementales. Après avoir insisté pendant des années au procès sur le fait qu'il n'avait rien fait de mal, Stadler a accepté un accord de plaidoyer proposé par le juge le 3 mai 2023 et a plaidé coupable le 16 mai 2023, devenant ainsi le plus haut dirigeant à avouer des actes répréhensibles à ce jour.
Le 27 juin 2023, il est condamné à 21 mois de prison avec sursis et 1,1 million d'euros pour fraude dans l'affaire du Dieslgate,,.